# Густафсон, Томас
Свен Томас Густафсон (швед. Sven Tomas Gustafson; род. 28 декабря 1959, Катринехольм) — шведский конькобежец. 3-кратный чемпион зимних Олимпийских игр 1984 и 1988 годов, серебряный призёр зимних Олимпийских игр 1984 года, серебряный призёр чемпионата мира в абсолютном зачёте, 2-кратный чемпион Европы в классическом многоборье и 2-кратный призёр чемпионата Европы, 20-кратный чемпион Швеции и 8-кратный призёр страны, 2-кратный рекордсмен мира и рекордсмен Олимпийских игр.

## Биография
Томас Густафсон родился в семье служащего — работника рекламного отдела фирмы «Вольво». В 1970 году, двенадцатилетним подростком он стал заниматься спортом, и не одним видом, а сразу двумя: скоростным бегом на коньках и очень популярным в Швеции спортивным ориентированием. Ещё в 1968 году Томас наблюдал за зимними Олимпийскими играми в Гренобле, где ему запомнилась победа на дистанции 10 000 м соотечественника Юнни Хёглина, после чего он увлёкся коньками.
Его первые победы пришли уже через год, когда он выиграл молодёжный чемпионат Швеции на дистанции 500 метров. В 1975 году впервые участвовал на юниорском и взрослом национальных чемпионатах. Первый крупный успех пришел к Густафсону на чемпионате страны 1977 года, когда 17-летний юноша был вторым на дистанции 10 000 м с отличными секундами 15.55,65 сек. И лишь досадное падение в спринте помешало ему подняться в многоборье выше 12-го места. 
В 1978 году Томас стал чемпионом страны в многоборье как среди юниоров, так и среди взрослых и дебютировал за национальную сборную на чемпионате Европы в Осло и на домашнем чемпионате мира в классическом многоборье в Гётеборге. В 1979 году на чемпионате мира среди юниоров завоевал золотую медаль в многоборье, стал чемпионом Швеции среди юниоров и занял 9-е место на чемпионате мира в классическом многоборье.
Густафсон напряженно готовился к сезону 1979/80. Летом он много тренировался, ездил в США и проводил совместные тренировки со знаменитым американцем Эриком Хайденом. Сезон он провёл неровно. В первых стартах ошеломил соперников быстрыми секундами на матче РСФСР — Швеция в Москве. Томас показал отличное время на дистанции 3000 м — 4.15,18 и в сумме малого многоборья — 169,514. Оба результата явились высшими достижениями для равнинных катков СССР. 
В январе 1980 года занял 4-е место на чемпионате Европы в Тронхейме, при этом трижды попадал на подиум. Правда через месяц утратил физическую форму и на зимних Олимпийских играх в Лейк-Плэсиде занял лучшее 7-е место в забеге на 1500 метров. А на стайерских дистанциях 5000 и 10000 метров занял 12-е места. Следом выиграл во второй раз подряд чемпионат мира среди юниоров в Ассене. Следующий, послеолимпийский сезон пришлось почти весь пропустить из-за болезни. 
Но в том же 1981 году Томас занял 6-е место на чемпионате мира в классическом многоборье и только 17-е на чемпионате Европы. Наконец в 1982 году на чемпионате Европы в Осло вновь взошла счастливая звезда Томаса Густафсона. Он уверенно переиграл норвежца Рольфа Фальк-Ларсена и голландца Хилберта ван дер Дёйма, установив мировой рекорд на дистанции 10 000 м, и вновь после восьмилетнего перерыва привез в Швецию лавровый венок чемпиона Европы.
В 1983 году после 4-го места на чемпионате Европы в Гааге Густафсон впервые стал серебряным призёром на чемпионате мира в Осло, уступив золото всё тому же Рольфу Фальку-Ларсену. В феврале 1984 года на зимних Олимпийских играх в Сараево лишь молодому советскому конькобежцу Игорю Малкову удалось обойти Густафсона в забеге на 10 00 метров на 5 сотых секунды, а в забеге на 5000 метров Томас выиграл 2 сотые секунды у Малкова.
После олимпиады у Томаса началась полоса неудач на международном уровне. Он выступил неудачно на чемпионате мира в Гётеборге, заняв только 20-е место. Через год стал 8-м на чемпионате Европы и 18-м на чемпионате мира в Хамаре. Летом 1985 года умер отец Томаса. В прошлом он был одним из лучших в стране ориентировщиков. Томас очень любил отца, ценил доверительные, дружеские отношения с ним и тяжело переживал его смерть.
В 1986 году он выиграл бронзовую медаль на чемпионате Европы в Осло, но на мировом первенстве остался на 16-м месте. Густафсон несколько лет не показывал высоких результатов, подумывал бросить занятия спортом. Решил ещё один сезон 1987/88 годов попытать счастья. Он увеличил интенсивность занятий на льду осенью и в начале зимы, готовясь в немецком Инцеле и уже в январе 1988 года Томас выиграл золотую медаль на очередном чемпионате Европы и че пионат Швеции в многоборье. В феврале на зимних Олимпийских играх в Калгари он выиграл сразу две золотые медали в забегах на 5000 и 10000 метров.
После 1989 года он продолжал участвовать на международном уровне и в 1990 году стал серебряным призёром на чемпионате Европы в Херенвене, а через год занял 5-е место на чемпионате мира в Херенвене. В 1992 году Томас занял 10-е место на чемпионате Европы и 20-е на чемпионате мира. На зимних Олимпийских играх в Альбервиле он был знаменосцем на открытии и финишировал 13-м на дистанции 5000 м. В том же году завершил карьеру спортсмена.

## Личная жизнь и семья
Томас Густафсон в 1984 году окончил техническую гимназию и работал в спортивном магазине. Позже поступил в Университет. С 1994 года читал лекции и работал на 6-м канале комментатором. Он отлично играет на гитаре и увлекается гольфом. Женат на шведской кёрлингистке Карин Элизабет Юханссон (род. 1964), бронзовом призёре Олимпийских игр 1998 года. У них двое детей; сын Виллиам (31 июля 1999 года рождения), и дочь Эмили (2003). Семья проживает в микрорайоне Суннерста в Уппсале.